# Hội Địa chất Thủy văn Việt Nam
Hội Địa chất Thủy văn Việt Nam là tổ chức xã hội - nghề nghiệp của những người làm việc trong lĩnh vực liên quan đến địa chất thủy văn tại Việt Nam . Hội là tổ chức thành viên của Tổng hội Địa chất Việt Nam.
Hội có tên giao dịch tiếng Anh là Vietnam Association of Hydrogeology, viết tắt là VAHG .
Điều lệ Hội được Bộ Nội vụ phê duyệt tại Quyết định số 139/2005/QĐ-BNV ngày 28 tháng 12 năm 2005 .
Văn phòng Hội đặt tại phòng 408 nhà C12 Trường Đại học Mỏ-Địa chất, 18 phố Viên, phường Đức Thắng, Bắc Từ Liêm, Hà Nội.